# Hohlenstein
Der Hohlenstein (historisch auch Hohler Stein) ist ein Kalksteinmassiv am rechten Talrand des Lonetals, rund 2,5 Kilometer nordwestlich von Asselfingen im östlichen Baden-Württemberg, etwa in der Mitte zwischen Bocksteinhöhle und Vogelherdhöhle gelegen. Als Hohlenstein wird der gesamte Fels bezeichnet, inklusive der darin befindlichen Karsthöhlen Bärenhöhle, Stadel und Kleine Scheuer. Die Zusammenschreibung Hohlenstein ist bereits aus dem 19. Jahrhundert überliefert und heute die amtliche topographische Bezeichnung.

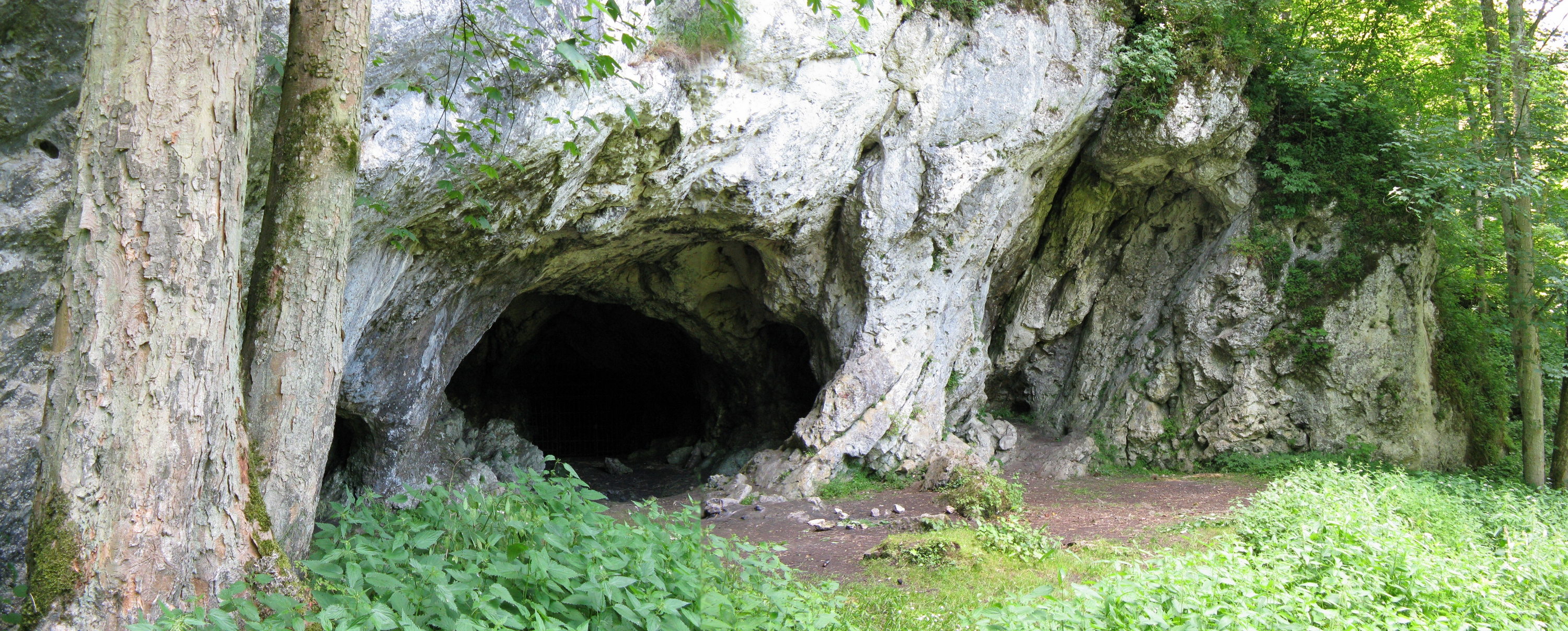
Hohlenstein-Stadel und Kleine Scheuer

## Höhlen

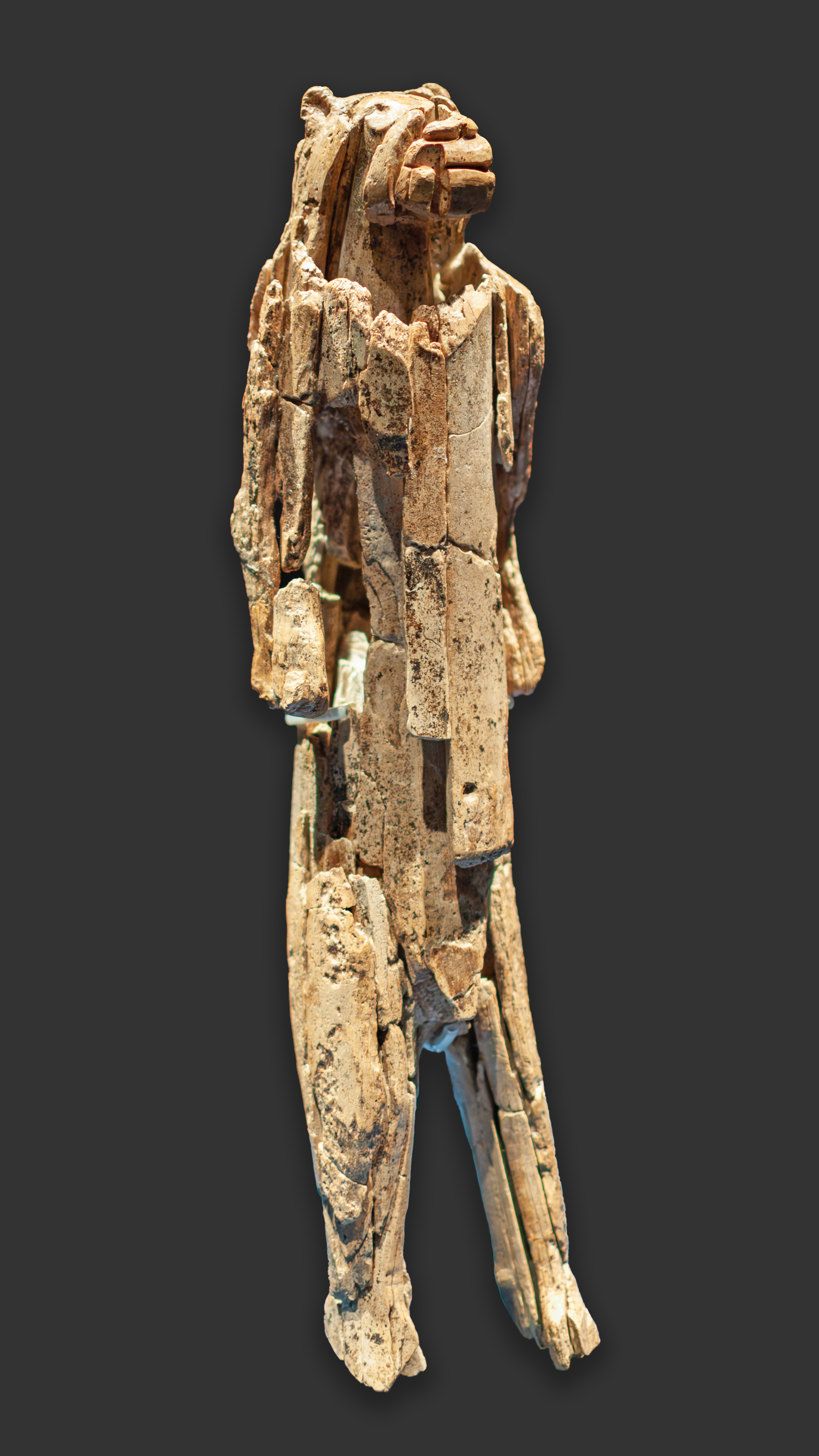
Der 2013 komplett neu zusammengesetzte Löwenmensch im Museum Ulm, dessen über 300 Splitter in der Höhle seit 1939 gefunden worden sind

Im Hohlenstein gibt es zwei große Höhlen, die Bärenhöhle und den Stadel, außerdem eine kleinere Felsnische dazwischen, die Kleine Scheuer.
Die in der Breite relativ schmalen Höhlen haben folgende Längsausdehnungen:
- Bärenhöhle (ca. 89 m lang), trägt den Namen wegen vieler Bärenknochen, die in der Höhle gefunden wurden. 48° 32′ 57″ N, 10° 10′ 23″ O
- Stadel bzw. Hohlenstein-Stadel (ca. 69 m lang): Der Eingang wurde 1591 zugemauert, um „zwielichtigen Gestalten“ keinen Unterschlupf zu bieten. 48° 32′ 58″ N, 10° 10′ 23″ O

Schon ab 1860 führte Oscar Fraas vom Naturkundemuseum Stuttgart paläontologische Grabungen in der Bärenhöhle durch, später auch in den beiden anderen Höhlen. Diese Grabung begründete zugleich die wissenschaftliche Erforschung des Paläolithikums in Deutschland, wenngleich in der Bärenhöhle überwiegend natürlich verendete Höhlenbären gefunden wurden. Viele Funde, vor allem Knochen, Steinartefakte und Scherben, verweisen auf eine intensive Besiedlungsgeschichte seit der Zeit des Mittelpaläolithikums.
Bei archäologischen Ausgrabungen im Stadel durch den Arzt Robert Wetzel und seinen Grabungsleiter Otto Völzing wurden im Jahre 1939 Splitter eines Stoßzahns vom Wollhaarmammut gefunden. Diese wurden erst 1969 während der wissenschaftlichen Aufarbeitung der Funde von Joachim Hahn zur Skulptur des Löwenmenschen zusammengesetzt, einem der berühmtesten Kunstwerke aus der altsteinzeitlichen Kultur des Aurignacien. Das Original wurde 2013 noch einmal ganz neu und etwas anders zusammengesetzt. Die Skulptur wird heute im Museum Ulm ausgestellt.
Die Höhlen sind aus Gründen des Naturschutzes (Fledermäuse) ganzjährig gesperrt. 2017 wurde der Hohlenstein-Stadel als Bestandteil der Weltkulturerbestätte Höhlen und Eiszeitkunst der Schwäbischen Alb in das UNESCO-Welterbe aufgenommen.

### Bärenhöhle

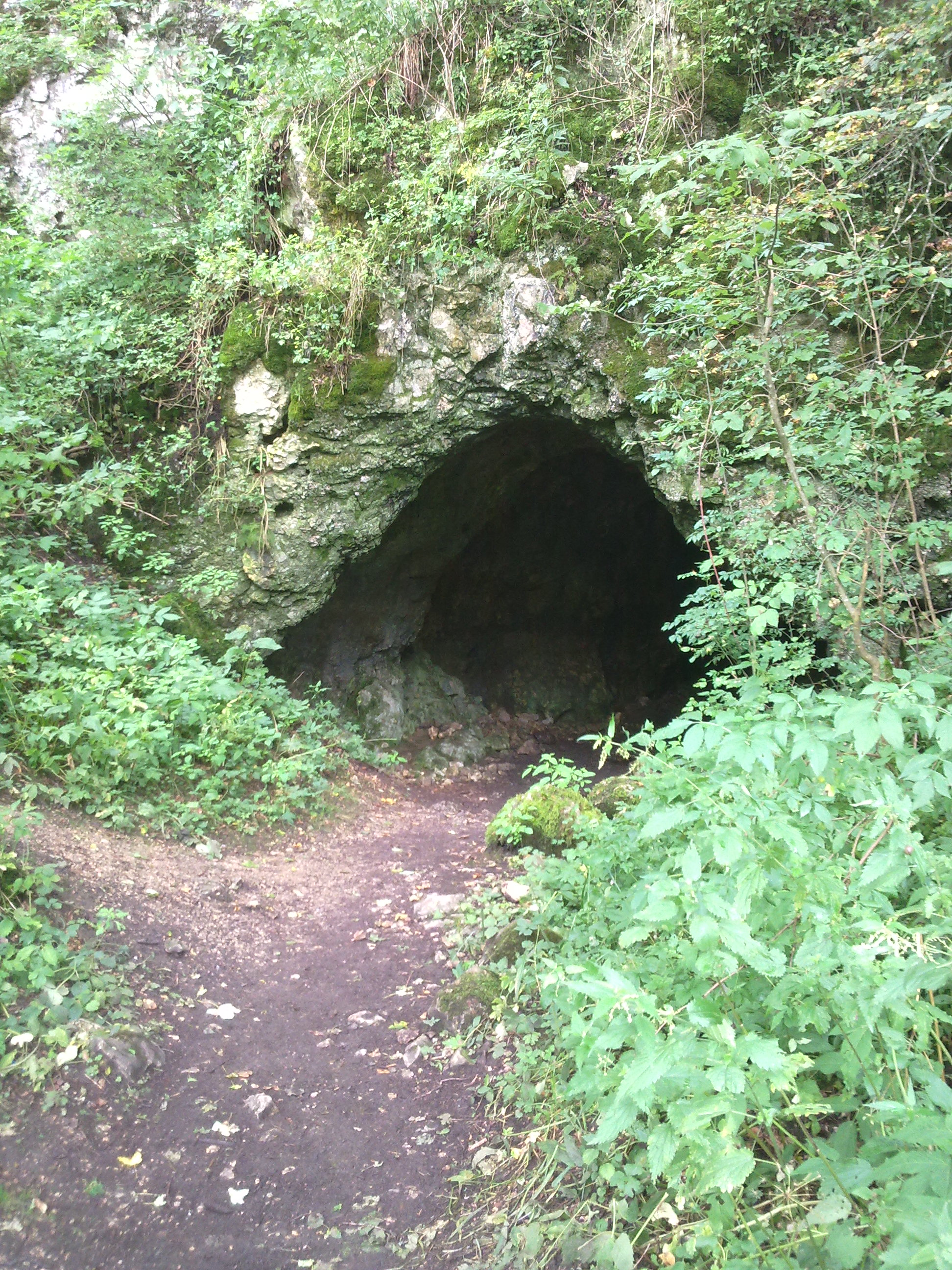
Bärenhöhle am Hohlenstein

Die Bärenhöhle (nicht zu verwechseln mit der Karls- und Bärenhöhle im Landkreis Reutlingen) ist die westlich gelegene Höhle im Hohlenstein. Sie liegt nur 2 m über der Talsohle, und ihr nach Norden gerichteter dreieckiger Eingang ist 6 m breit und 4 m hoch. Die Horizontalhöhle erreicht eine Länge von 60 m. Im Innern besteht sie aus einem etwa 30 m langen Gang mit verschiedenen Ausbuchtungen und einer großen Halle am Ende des Ganges.
Stratigraphie
- Ia – Magdalénien
- II – Aurignacien
- III – Mittelpaläolithikum

Da die Erdschichten am Eingang am mächtigsten waren, wurde hier ein Profil erstellt.
Fauna
Die tierischen Überreste, die man in der Höhle fand, stammen zu 98 % von Höhlenbären. Die zahlreichen Schädel und Unterkiefer deuten darauf hin, dass es sich um mehrere hundert Individuen gehandelt hat. Des Weiteren konnten Wildpferd, Wollhaarmammut, Bison, Elch, Rothirsch und Rentier in der Bärenhöhle nachgewiesen werden.

### Stadel

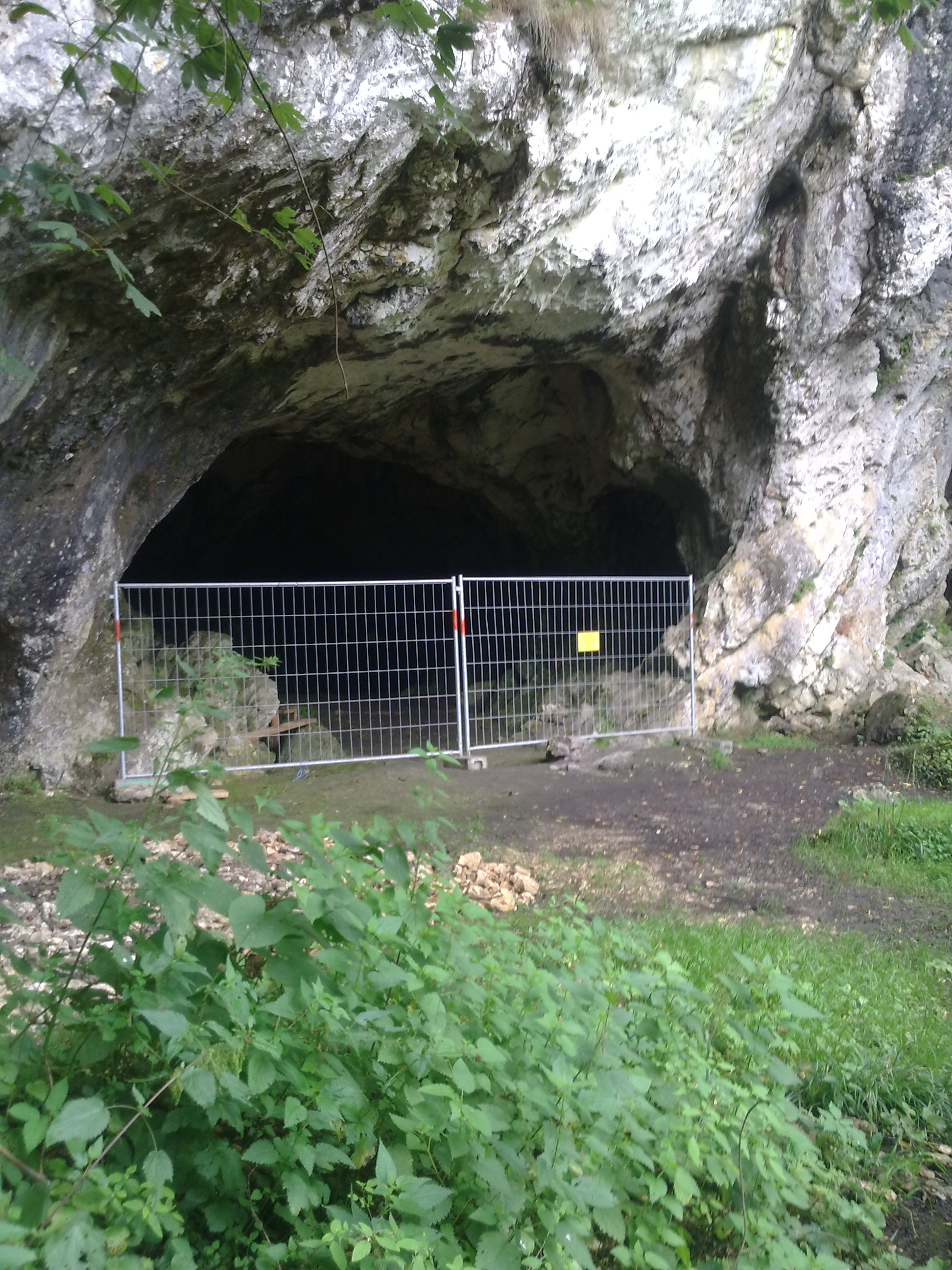
Hohlenstein-Stadel

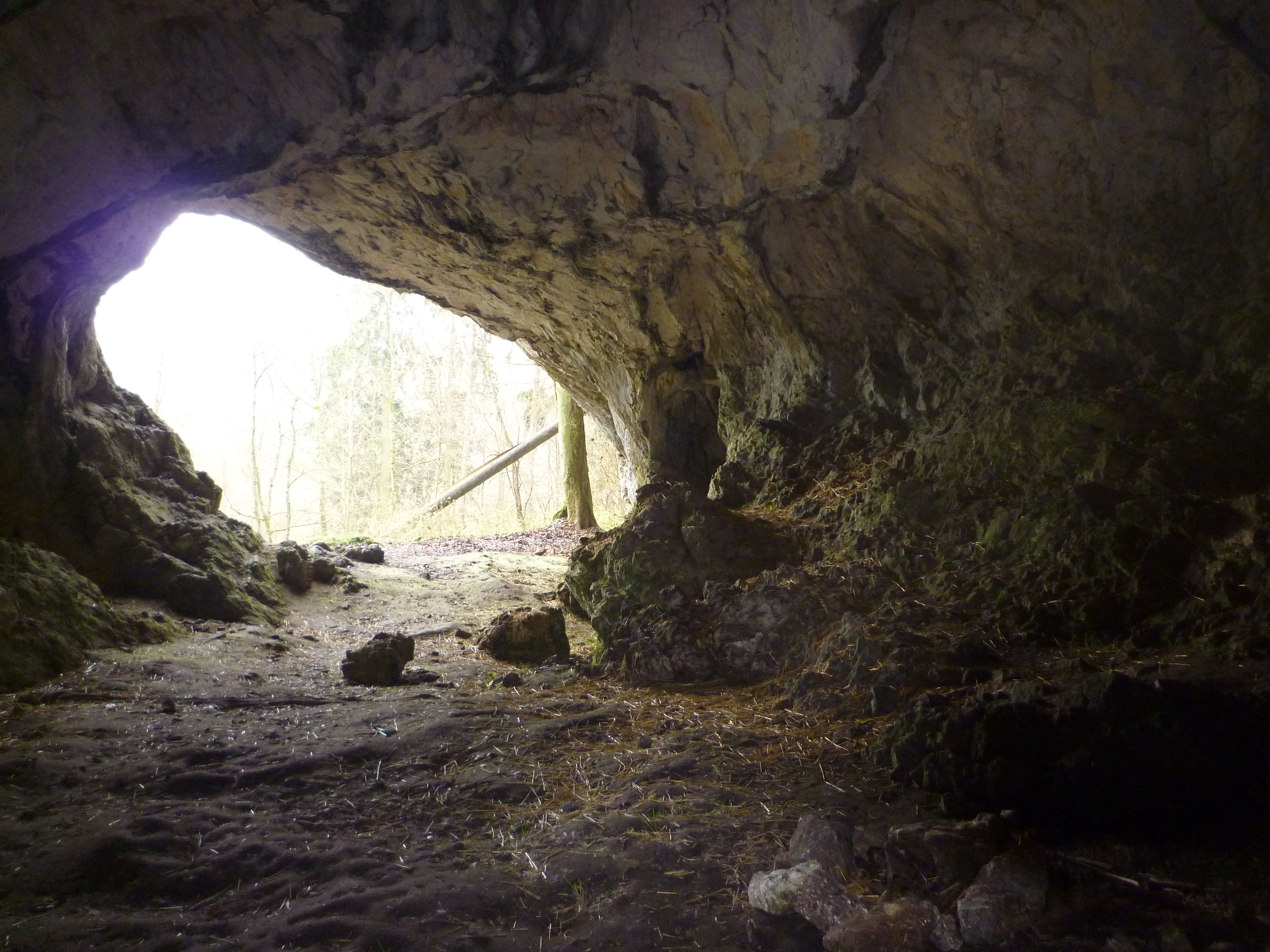
Hohlenstein-Stadel, Eingang von innen

Der Stadel – in der Fachliteratur oft als Hohlenstein-Stadel (HST) geführt – liegt östlich von der Bärenhöhle und verläuft mit dem langschmalen Höhlenraum parallel zu ihr. Er ist wie die Bärenhöhle eine 50 m lange Horizontalhöhle, aber ohne größere Hallen. Die Wände werden nur durch Nischen und Verengungen gebildet. Der Eingang selbst ist recht groß mit einer Breite von 8 m und einer Höhe von 4 m. Der Stadel hat mit 5 m über der Talsohle ein höheres Niveau als die Bärenhöhle.
Stratigraphie
- III – Magdalénien
- IV – Aurignacien (mit dem Fund des Löwenmenschen)
- V – Mittelpaläolithikum
- VI – Mittelpaläolithikum
- VII – Mittelpaläolithikum

Dieses Profil wurde aus der Mitte der Höhle aufgenommen. Es ist zwar vereinfacht, aber von den zahlreichen aufgenommenen Profilen am vollständigsten.
Tierwelt (Fauna)
Die gefundenen Tierreste der Magdalénien-Schicht III ergaben folgendes Bild: Höhlenbär, Hyäne, Fuchs, Wolf, Mammut, Wildpferd, Rentier, Wildrind, Vögel und Nager. In die Aurignacien-Schicht IV gehören: Höhlenbär, Hyäne, Fuchs, Wolf, Mammut, Wollnashorn, Wildpferd, Rentier, Vögel und Nagetiere.
Die Tierarten der mittelpaläolithischen Schichten umfassen Mammut, Wollnashorn, Höhlenbär, Hyäne, Wildpferd, Wildrind, Rentier, Hirsch, Riesenhirsch.
Mensch
In den mittelpaläolithischen Schichten wurde der Oberschenkelknochen eines männlichen Neandertalers gefunden, für den Posth u. a. 2017 ein Alter zwischen 183.000 und 62.000 Jahren publizierten. Eine Analyse der mitochondrialen DNA dieses Fossils hatte 2017 zugleich Hinweise auf einen Genfluss von einer bislang unbekannten afrikanischen Population oder von einer frühen afrikanischen Population des anatomisch modernen Menschen (Homo sapiens) zu den Vorfahren des Neandertaler-Fundes gegeben. 2019 wurden ferner Teile der DNA des Zellkerns sequenziert und – wie beim Fund aus der Grotte Scladina – Hinweise auf eine engere genetische Nähe des Fossils mit den späteren, vor 40.000 Jahren in Westeuropa lebenden Neandertalern gefunden als mit den annähernd gleich alten Neandertalern aus Sibirien, was als Beleg für eine kontinuierliche Siedlungsgeschichte in Westeuropa interpretiert wurde.
Kunst„Löwenmensch“
Ein bedeutender Fund aus der Stadel-Höhle ist der 1939 gefundene und zuletzt 2013 ergänzte „Löwenmensch“, ein aufrecht stehendes Mischwesen aus Mammut-Elfenbein. Die Figur ist 31 cm hoch und etwa 40.000 Jahre alt und damit die älteste Darstellung eines Mischwesen, die derzeit weltweit bekannt ist. Der Kopf und der Oberkörper inklusive der Pranken stellen einen Höhlenlöwen dar. Dagegen erscheinen der Unterkörper mit den Beinen und die aufrechte Haltung menschlich. Die Figur wurde in einer Fundschicht des Aurignaciens entdeckt.

### Kleine Scheuer
Die Kleine Scheuer ist ein Abri zwischen Bärenhöhle und Stadel. Die Felsnische hat eine Breite von 10 m und eine Tiefe von 8 m. Zu den bekanntesten Funden gehört ein Kieselstein mit roten Punktreihen, der typisch für die Kleinkunst des jüngeren Magdalénien ist.
Fauna
In der Kleinen Scheuer wurden vor allem zahlreiche Nagetiere gefunden. Die Überreste von Wildpferd, Ren, Eisfuchs, Fuchs und Schneehase zeigen, welche Tiere bevorzugt von den Menschen gejagt wurden.

## Naturdenkmal
Der Hohlenstein ist sowohl als flächenhaftes Naturdenkmal Nr. 842-50110002 unter der Bezeichnung Hohlenstein (3 Höhlen) als auch als Geotop Nr. 6195/10 mit dem Namen Felsgruppe Hohlenstein mit Höhlen rechts der Lone NNW von Asselfingen geschützt.